# 伊居太神社 (尼崎市)
伊居太神社（いこたじんじゃ）は、兵庫県尼崎市下坂部にある神社。
摂津国河辺郡の式内社の伊居太神社の論社の1つ（もう1つは池田市の伊居太神社（いけだじんじゃ））。

## 祭神
- 武甕槌神
- 天児屋根命
- 経津主神
- 姫大神
- 相殿：市杵島姫命

## 歴史
坂合部氏の居住地で、氏族の首長大彦命及びその後胤を祀る神社であったが、藤原氏が支配した際に春日大社を勧請したと信じられる。。
「大阪府全志」には池田市の伊居太神社を式内社とし、川辺郡小坂田村（現伊丹市）から豊能郡に遷座したとする。
これは「摂津志」の説に依拠するもので、そもそも「条里制から見ても豊島郡で川辺郡でないから神名帳は郡を誤っている」との指摘もある。
『兵庫縣神社誌』に「大阪府豊能郡池田町の伊居太神社は、呉織里の呉織祠のあるところ。中古同地方の繁栄にともない、穴織大神を祀る当社を同町の入口に遷座して産土神と仰ぎ、呉織祠の御旅所と定め、いつしか呉織祠を伊居太神社と混称するに至る」とあり、旧地名でいえば当地に鎮座する伊居太神社の方が該当する。
平成7年（1995年）1月の阪神・淡路大震災で社殿等が倒壊し、平成11年（1999年）4月に新社殿等が再建された。

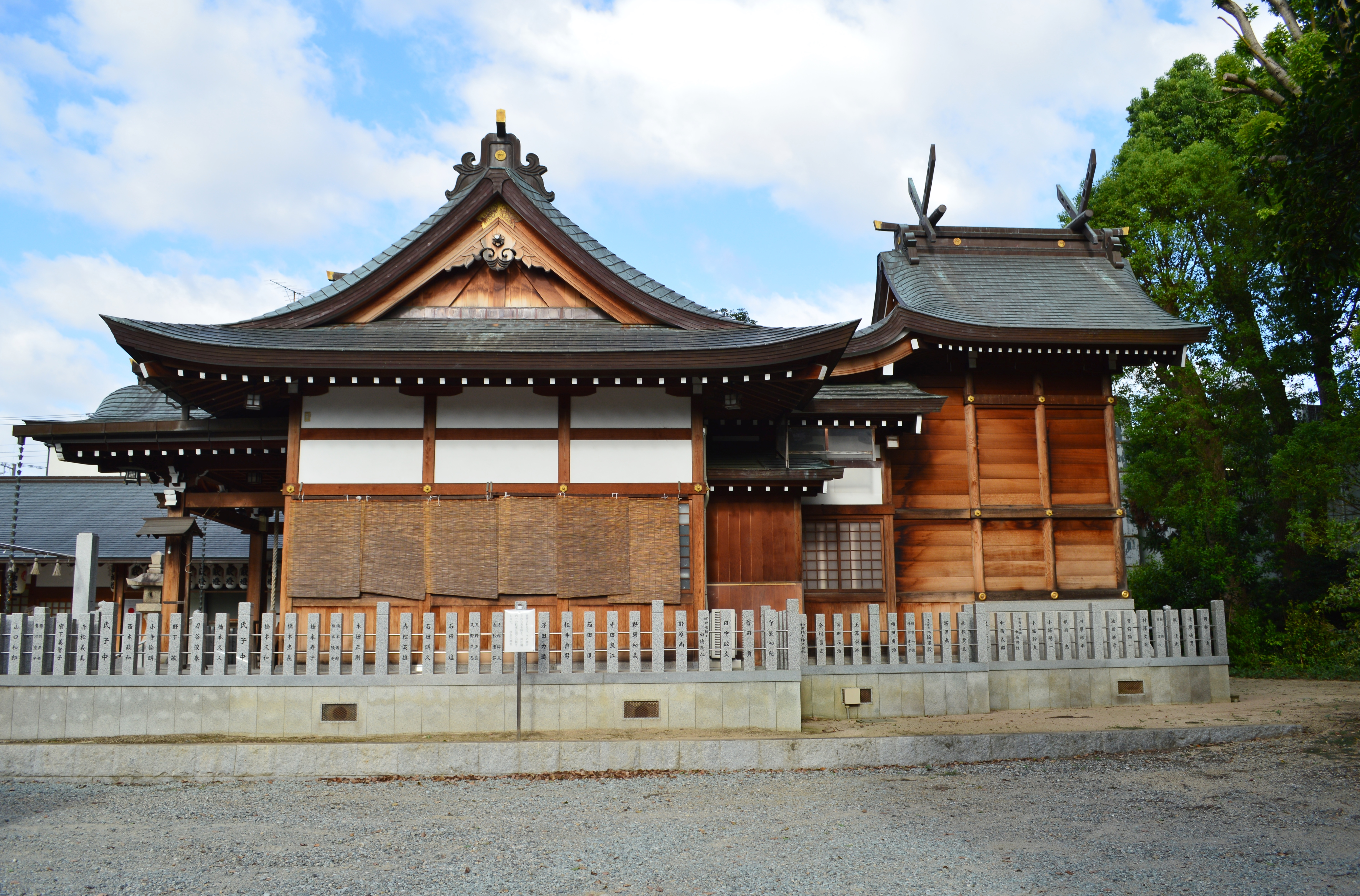
社殿
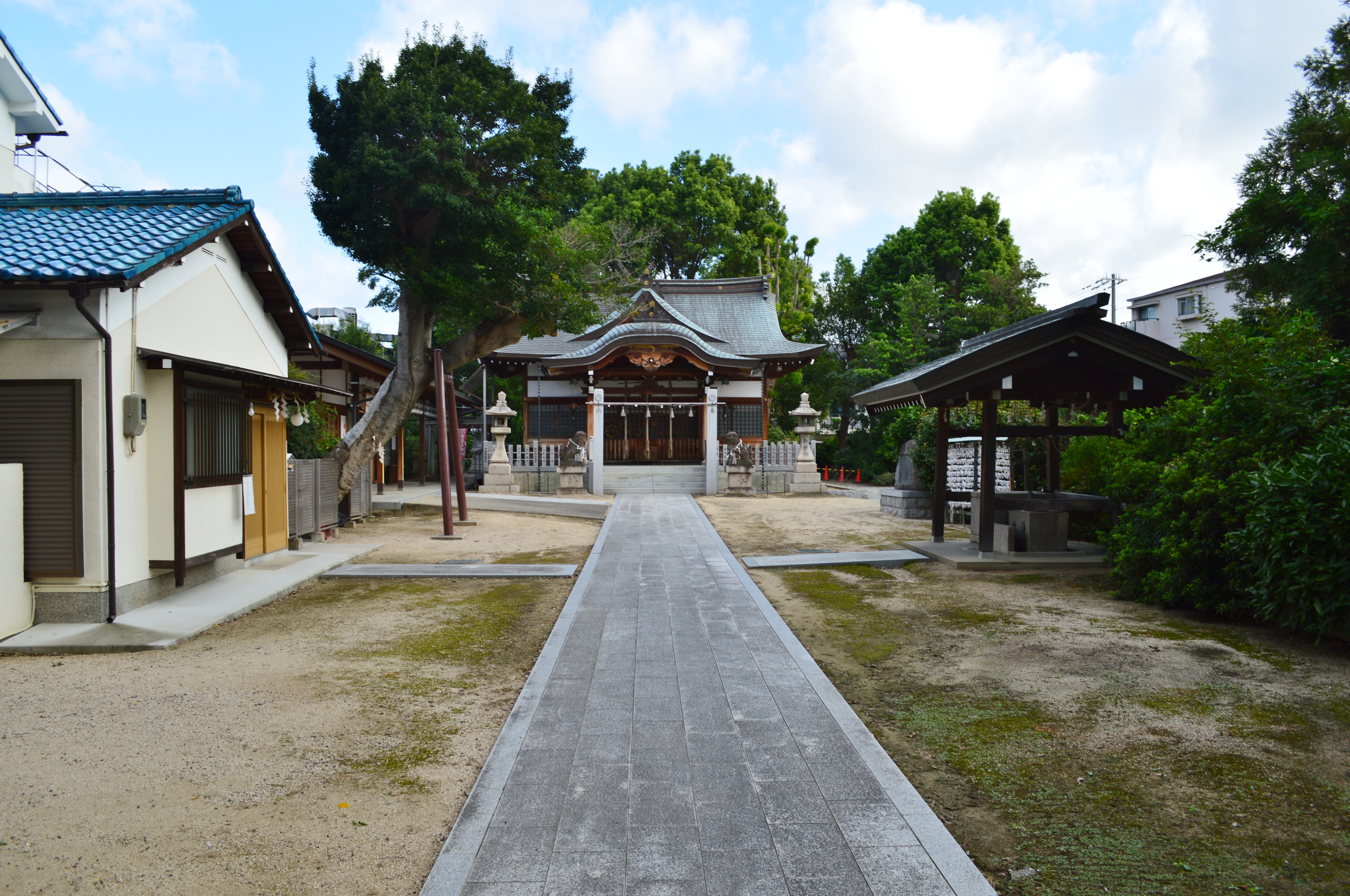
参道
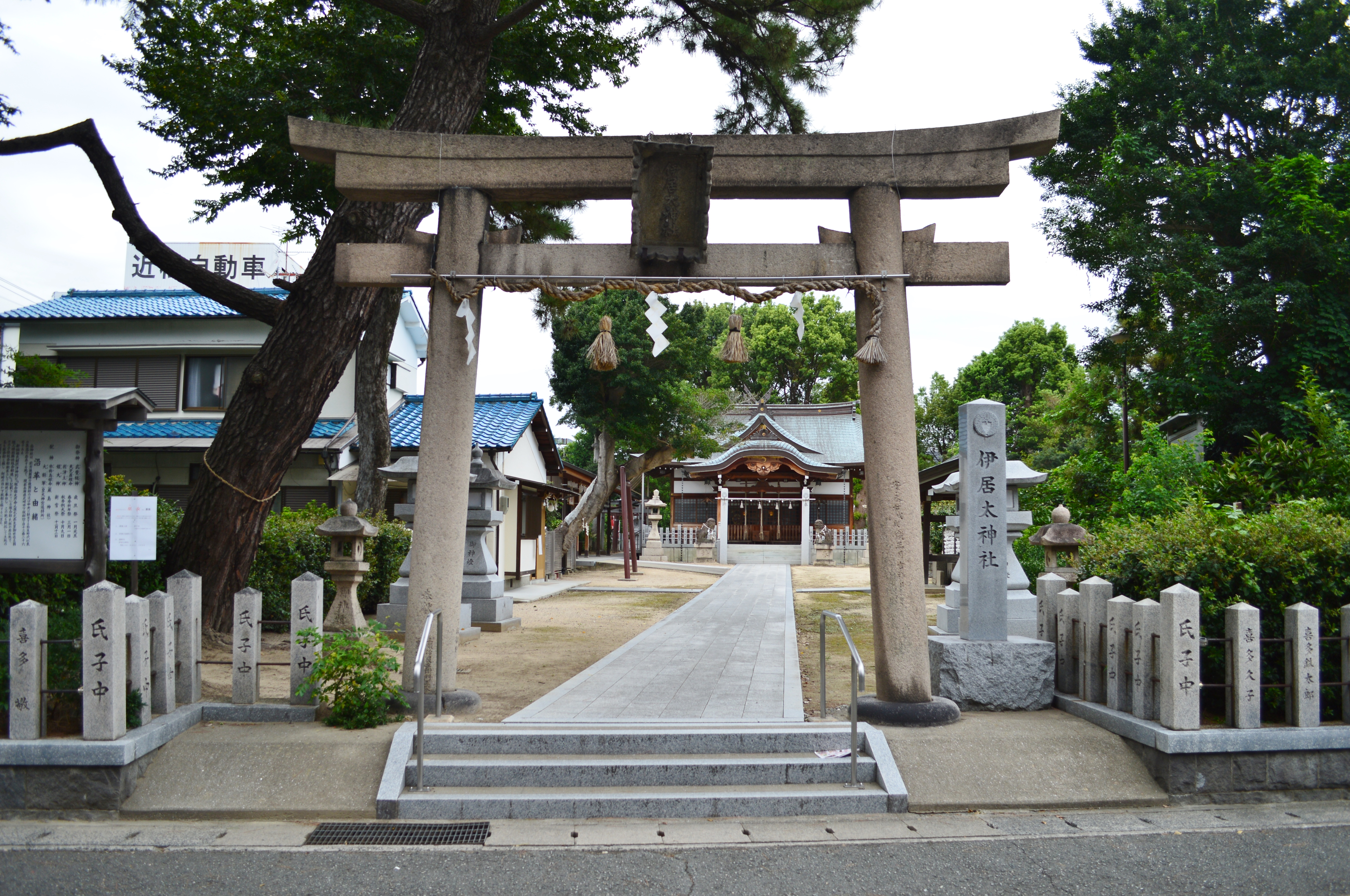
鳥居

## 伊居太古墳
伊居太古墳（いこたこふん）は、伊居太神社境内にあった古墳。形状は前方後円墳。現在では墳丘は失われている。
墳形は前方後円形で、前方部を南方向に向けた。墳丘の規模は次の通り（1963年（昭和38年）の測量調査値）。
- 墳丘長：約92メートル
- 後円部 直径：約46メートル
- 前方部 幅：約53メートル

墳丘長は尼崎市内では最大規模になる。墳丘の周囲には周濠が巡らされており、幅約20メートルを測る。出土遺物は知られていない。
この伊居太古墳は、古墳時代中期の5世紀末頃の築造と推定される。被葬者は明らかでないが、伊居太神社側では坂合部連（坂合部氏）の氏族祖神の墳墓とし、この墳墓上に神社が建立されたとする。前方部の南側にはかつてサムライ塚・白馬塚という2塚があり、伊居太古墳の陪塚であったとも伝える。
なお、現在までの発掘調査では伊居太古墳が確かに古墳であるとする積極的証拠は得られていない。

### 遺跡歴
- 1950年（昭和25年）、後円部中央における試掘調査。明確な遺構・遺物の確認はなし[4]。
- 1963年（昭和38年）、測量調査[4]。
- 1965年（昭和40年）以降の区画整理事業で、周濠部分が大きく改変[4]。
- 近年、周濠推定地における発掘調査。遺構・遺物の確認はなし[4]。

## 交通アクセス
- JR宝塚線塚口駅より、東に徒歩15分。
- 市バス近松公園下車すぐ。